# Cathédrale Saint-Démétrios de Berat
La cathédrale Saint-Démétrios (en albanais : katedralja e Shën Dhimitrit) est une église orthodoxe de Berat en Albanie, cathédrale de la métropole de Berat de l'Église orthodoxe albanaise.

## Histoire
La construction de l'église a commencé en 2002 sur un projet de l'Église orthodoxe  albanaise et a été achevée en 2014 pour un coût d'environ 850 000 euros, provenant de divers dons étrangers. L'église a été consacrée le 26 octobre 2014 par le métropolite de Berat Ignatius Triantis à l'occasion de la fête orthodoxe de saint Démétrios de Thessalonique, le martyr à qui la cathédrale a été dédiée.